# Ventrikelseptumdefect

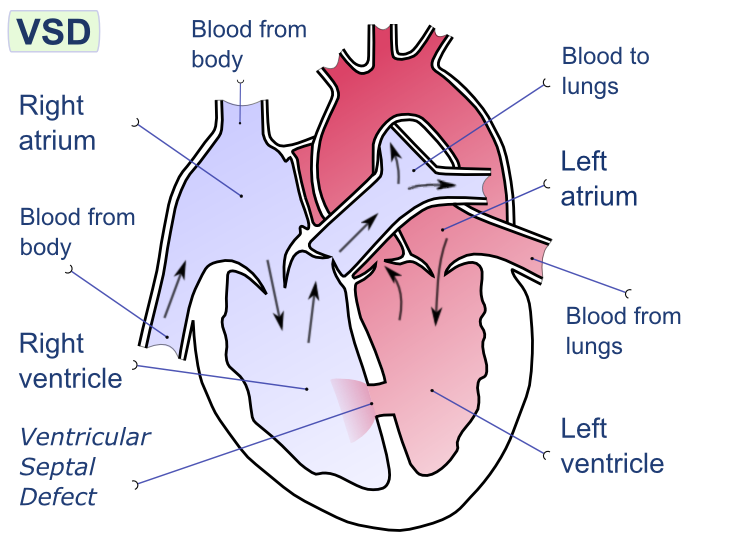
Ventrikelseptumdefect

Ventrikelseptumdefect of VSD is een aangeboren hartafwijking waarbij er een gaatje aanwezig is in het tussenschot (het septum) van de twee ventrikels (hartkamers).
Door dit defect is uitwisseling van bloed tussen de beide ventrikels mogelijk. Doordat er in de linkerzijde van het hart een fysiologische hogere bloeddruk is dan in de rechterzijde, zal in de meeste gevallen het zuurstofrijk bloed vanuit het linker ventrikel naar het rechter ventrikel stromen. Dit wordt ook wel een links-rechtsshunt genoemd. Er is hier sprake van een volumeoverbelasting van het linker ventrikel van het hart en van de longcirculatie. Doordat er relatief meer bloed door de long stroomt kan er pulmonale hypertensie ontstaan.
Als er een ernstige pulmonale hypertensie bestaat, zodat de druk in het longvaatbed boven de druk in het veneuze deel (aders) van het lichaam uitkomt zal de bloedstroom door het VSD omdraaien. Dit wordt ook wel het eisenmengersyndroom genoemd.

## Symptomen
- Souffle (hartruis)
- splijting van de 2e harttoon (deze wordt gevormd door de kleppen in de aorta en de longslagader) zie: Hart#Geluiden
- voedingsproblemen: transpireren bij de voeding, onderbreken van het voeden, minder eten.
- verminderde groei
- recidiverende luchtweginfecties

In sommige gevallen is een VSD merkbaar doordat het hart zachtjes ruist. Bij de geboorte van een baby zijn de longen nog niet volledig ontplooid, dus vaak is vlak na de geboorte niet hoorbaar of de baby een VSD heeft.

## Behandeling
Meestal wordt bij een pasgeborene eerst een vochtbeperking toegepast, daarnaast wordt er medicamenteus behandeld met een diureticum om het vocht uit de longen zo veel mogelijk te beperken.
Vaak worden er ook medicamenten gegeven om het hart minder te belasten.
Om een VSD te herstellen vindt er veelal een openhartoperatie plaats om het gaatje in het tussenschot te dichten. Om het moment te bepalen wanneer de operatie plaatsvindt is het van belang of en hoe erg de pulmonale hypertensie is.